# 湯之相
湯之相（16世紀—17世紀），字惟尹，湖廣黃州府蘄州廣濟縣人，明朝政治人物。

## 生平
湯之相父親任職縣吏但無法自給，在市集貿易換取物資在晚上讀書，到萬曆四年（1576年）中舉人，由訓導擔任南京國子監助教，陞刑部郎中，考察時被評為「不謹」。之後他外任黎平知府，當地苗漢雜居，他就整頓綱紀，釐定嫁娶條式，又取消以錢財抵殺人罪的舊俗，同時保持清廉，不濫取金錢，人民都感到滿意。

## 引用
1. 1 2  同治《廣濟縣志·卷七·人物志》：湯之相，字惟尹，廣濟人，少貧，父為縣吏不能自給，相假市肆貿易取資夜讀，萬厯丙子舉人，由學訓為南助教，晉刑部郎出知黎平府，地雜苗獠，相飭綱紀，釐嫁娶科條，使男女有別；俗殺人不抵，惟以銀贖，故仇殺益多，相不為末減乃少戢，清操自持不濫取一錢，黎民悅之。 《湖廣通志》
2. ↑  《明神宗顯皇帝實錄·卷四百八十三》：（萬曆三十九年五月）戊申詔南京考察過官員分別處置如令甲內，戶部主事周崇惠、裴汝寧，刑部主事謝廷諒、褚繼良，郎中湯之相俱不謹……